# 佐藤寛子 (首相夫人)
佐藤 寛子（さとう ひろこ、1907年（明治40年）1月5日 - 1987年（昭和62年）4月16日）は、日本の首相・佐藤栄作の妻（内閣総理大臣夫人）。日本の歴代首相夫人の中では三木睦子と並んで著名な人物であると見る向きもある。

## 経歴
山口県熊毛郡田布施町に旧長州藩士の士族・佐藤家当主の松介と妻・藤枝の長女として生まれる。父・松介は明治の中頃に東京帝国大学医科大学を出て、岡山医学専門学校教授を務めた。母・藤枝はのちに外相を務めた松岡洋右の妹である。松介は1911年（明治44年）に34歳で急逝し、一家はその後、松岡に引き取られて三田尻で暮らした。また、松介の世話で岡山中学校に進学していた甥（寛子の従兄）の岸信介（当時は旧姓の佐藤信介）は、松介の死後に同じく山口へ戻った。
松介と藤枝の間に生まれたのは寛子と妹の正子の娘2人のみだったので、佐藤家分家（松介の姉・茂世と岸家からの婿養子・秀助の夫妻）の三男である栄作を本家の婿養子にすることとなった。寛子は青山女学院（現在の青山学院）英文科を卒業の後、従兄にあたる栄作と1926年（大正15年）に結婚した。栄作・寛子夫妻は龍太郎・信二の2男をもうけた。
1969年（昭和44年）、沖縄返還協定調印のため渡米した夫に同行した際、ミニスカートを穿いて話題となった。栄作が東京・築地の料亭「新喜楽」で脳卒中発作のため倒れた時、行き届いた治療ができる病院への搬送を勧める医師らの申し出を頑として拒み続けた。脳卒中は動かしてはならないという俗説をかたくなに信じたからだといわれている。
栄作の没後も女性週刊誌の対談等に登場するなど、マスメディアに多く取り上げられた。越路吹雪のファンとしても有名で、越路吹雪後援会長を務めた。また1975年（昭和50年）4月6日放送の「アップダウンクイズ」（ネットチェンジに伴うTBS系での初放送）ではシルエットゲストを務めたほか、晩年までワイドショーなど多くのテレビ番組に出演している。他にも船橋予備校の名誉理事長を務めた。
1987年（昭和62年）4月16日、死去。80歳没。

## 著書
- 『宰相夫人秘録』（朝日新聞社 1974年、朝日文庫 1985年）

### 文献
- 佐藤早苗『佐藤寛子 泣いて笑って』（山手書房 1984年）
- 『花－追想 佐藤寛子』（同刊行委員会 1993年）
- 宮崎吉政『宰相 佐藤栄作』（原書房 1980年）、回想座談も収録